# Henri Brisson
Eugène Henri Brisson (31. července 1835 Bourges – 14. dubna 1912 Paříž) byl francouzský politik, představitel Radikální strany a v letech 1885–1886 a znovu od června do listopadu roku 1898 premiér Francie.  

## Život
Vystudoval práva na univerzitě v Paříži a poté pracoval jako advokát. Do politiky ho dostal odpor proti Napoleonu III. Vyjadřoval ho zejména jako redaktor republikánských časopisů L’Avenir (1854–1855) a Le Temps (1864). Po vzniku třetí republiky roku 1870 byl zvolen zástupcem starosty Paříže. Do Národního shromáždění byl prvně zvolen 8. února 1871. Zpočátku v něm představoval nejlevicovější proud. I když neschvaloval Pařížskou komunu, byl prvním, kdo navrhl amnestii pro odsouzené (neúspěšně). Podporoval povinnou základní školní docházku a byl silně antiklerikální. 
V roce 1881 byl zvolen předsedou sněmovny a byl jím až do března 1885, kdy se stal premiérem po rezignaci Julese Ferryho. Na svůj post rezignoval poté, co v parlamentu sehnal jen těsnou většinu při hlasování o uznání tonkinské expedice (francouzský útok proti různým vietnamským a čínským povstaleckým silám). V politice zůstal a sehrál významnou roli při odhalování panamského skandálu. Po vraždě prezidenta Carnota v roce 1894 neúspěšně kandidoval do úřadu prezidenta. V prosinci byl znovu zvolen předsedou sněmovny a zůstal v této funkci až do roku 1898. V roce 1895 znovu neúspěšně kandidoval na prezidenta. 
Po francouzských parlamentních volbách v roce 1898, v době, kdy byla země vzrušena Dreyfusovou aférou, ztratil úřadující premiér Jules Méline důvěru sněmovny. Sestavením kabinetu byl následně pověřen Brisson, ale brzy v bouřlivé dreyfusovské atmosféře ztratil důvěru sněmovny i on a musel rezignovat (poté, co se jeho ministr války, generál Jules Chanoine, vzepřel linii kabinetu a vyjádřil své přesvědčení o Dreyfusově vině). 
Brisson poté podporoval premiéry Waldecka-Rousseaua a Combese v jejich úsilí o odluku církve od státu. V letech 1904–1905 a 1906–1912 byl znovu předsedou sněmovny.